# 봄바디어 트랜스포테이숀
봄바디어 트랜스포테이숀(영어: Bombardier Transportation, 프랑스어: Bombardier Transport 봉바르디에 트랑스포르[*])은 캐나다 봄바디어의 철도 사업 부문이다. 기관차, 객차, 동차, 경전철 등이 주요 사업이며, 본사는 독일 베를린에 있다.

## 역사
봄바디어 트랜스포테이숀은 1974년에 설립되었고, 몬트리올 운수국(Société de transport de Montréal, STCUM)로부터의 계약을 수주해 몬트리올 지하철 전동차의 제조를 시작하였다. 1975년 몬트리올 기관차 공장(Montreal Locomotive Works, MLW)을 인수하여 회사의 모체가 생겼고, 1988년 제너럴 일렉트릭에 팔았다. 비슷한 시기에 호커 시들리 캐나다(Hawker Siddeley Canada)도 인수되었다.
70년대에 LRC 제작을 시작하였고, 80년대에 틸팅 LRC를 생산하였다.
80년대부터 90년대에 걸쳐 유럽의 다양한 철도 차량 제작사를 매입하였다. 봄바디어가 매입한 차량 제작사는 다음과 같다.
- 1988년, 라 브뤼주아즈 에 니벨 (벨기에 브루게)
- 1989년, ANF-인더스트리 (프랑스크레스팽(Crespin))
- 1990년, 프로코르 엔지니어링(Procor Engineering) (영국 더비)
- 1995년, 와곤파브릭 탈봇(Waggonfabrik Talbot KG) (독일 아헨)
- 1999년, 도이치 와곤바우(Deutsche Waggonbau AG) (독일)

봄바디어의 차량 제작사 인수는 2000년대에도 계속되었다.
- 2001년, 파파바그(Pafawag) (폴란드)
- 2001년, ADtranz (독일-스웨덴)

2001년 당시 ADtranz는 봄바디어보다 규모가 훨씬 컸기 때문에, ADtranz 인수를 통해서 봄바디어는 기관차 제조를 시작하였고, 세계 2위의 철도차량 제작사가 될 수 있었다. 현재 봄바디어 생산 공장은 다음 국가에 있다.
- 북아메리카: 캐나다, 미국, 멕시코
- 유럽: 벨기에, 독일, 영국, 프랑스, 이탈리아, 스페인, 스웨덴, 덴마크, 폴란드, 노르웨이, 스위스, 오스트리아, 헝가리, 체코
- 아시아: 중국, 인도, 태국
- 남아메리카: 브라질
- 오스트레일리아

2020년 2월17일 철도사업부분 매각후  프랑스 알스톰에 인수됨
2020년 7월31일  인수승인 확정
2021년 1월29일  알스톰에 인수가 완료됨

## 제품
봄바디어의 역사상 잦은 인수 합병을 통하여 사업 영역은 상당히 넓다.

### 기관차
- TRAXX (전기, 디젤)
- LRC 기관차
- HHP-8
- IORE

### 도시 철도
- ART (Advanced Rapid Transit, 용인 경전철에도 사용됨)
- 시카고 교통국: 2010년 납품됨
- 도크랜드 경전철
- 매사추세츠 만 교통국(MBTA) 레드 라인 차량
- 뉴욕 교통국 R62A, R110B, R142
- 무비아
- 몬트리올 교통국 MR73
- 토론토 교통국 RT75-T1
- 앙카라 지하철 H-6
- 칭짱 철도 고지대 주행용 압력 조절 기능이 있는 25T 객차 등

### 고속 철도
- TGV, ICE 일부
- 아셀라 익스프레스 (봄바디어와 알스톰이 75 대 25로 합작)
- 중국 철도 CRH1
- 레지나
- 젯트레인 (실험차)
- 보이저, 수퍼 보이저, 미리디안/파이오니어 디젤-전기식 동차

### 노면 전차
- 코브라
- 플렉시티
  - 봄바디어의 잦은 인수로 인하여 정리되지 않은 노면 전차 설계를 통합한 것이다. 여러 종류의 차량이 있다.
  - 플렉시티 클래식
  - 플렉시티 아웃룩
  - 플렉시티 스위프트
  - 플렉시티 링크 (간선 철도 진입 가능)
  - 플렉시티 베를린
- 인센트로
- 바리오트램 (봄바디어가 제작한 바리오트램은 헬싱키에 공급되었으며, 바리오트램 브랜드는 여러 제작사가 공유한다)

이 외에도 객차, 대차, 신호 시스템 등을 공급하고 있다.

## 같이 보기
- 지멘스
- 알스톰